# Dipartimento di Donga
Il dipartimento di Donga è uno dei 12 dipartimenti del Benin, situato ad ovest del Benin con 400 159 abitanti (stima 2006). Donga fu creato nel 1999 dopo la spartizione dei sei precedenti dipartimenti negli odierni dodici, da un'area del dipartimento di Atakora. 

## Comuni
Donga è diviso nei comuni di:
- Bassila
- Copargo
- Djougou Rurale
- Djougou
- Ouaké